# Onondaga County
Onondaga County är ett administrativt område i delstaten New York, USA. År 2010 hade countyt 467 026 invånare. Den administrativa huvudorten (county seat) är Syracuse. 
Countyt ligger i Finger Lakesområdet.

## Geografi
Enligt United States Census Bureau så har countyt en total area på 2 087 km². 2 021 km² av den arean är land och 66 km² är vatten.

### Angränsande countyn
- Oswego County, New York - nord
- Madison County, New York - öst
- Cortland County, New York - syd
- Cayuga County, New York - väst